# ديفيد مالباس
ديفيد ر. مالباس (بالإنجليزية: David Malpass)‏ (8 مارس 1956 -) محلل سياسي واقتصادي أمريكي. تولى رئاسة مجموعة البنك الدولي في التاسع من أبريل 2019. شغل سابقا منصب وكيل وزارة الخزانة للشؤون الدولية، ونائب مساعد وزير الخزانة الأمريكي لشؤون الدول النامية، ونائب مساعد وزير الخارجية للشؤون الاقتصادية لأمريكا اللاتينية، ومدير موظفي اللجنة الاقتصادية المشتركة للكونغرس الأمريكي، وأيضا منصب محلل أول لشؤون الضرائب والتجارة في لجنة الموازنة بمجلس الشيوخ الأمريكي، وكان مستشارا للحملة الانتخابية للرئيس الأمريكي دونالد ترامب في 2016.

## حياته
ولد في مدينة بيتوسكي في ولاية ميشيغان في الثامن من آذار عام 1956، حصل على البكالوريوس في الفيزياء من كلية كولورادو وماجستير إدارة الأعمال من جامعة دنفر، ودرس الاقتصاد الدولي في كلية الشؤون الخارجية بجامعة جورجتاون، يجيد اللغات الإسبانية والروسية والفرنسية. متزوج من أديل مالباس، رئيسة مجلس الحزب الجمهوري في مانهاتن، ولديهما 3 أطفال.

## مناصبه
شغل عدة مناصب منها:
- منصب وكيل وزارة الخزانة الأمريكية للشؤون الدولية.
- نائب مساعد وزير الخزانة الأمريكي لشؤون الدول النامية.
- نائب مساعد وزير الخارجية للشؤون الاقتصادية لأمريكا اللاتينية.
- كبير الخبراء الاقتصاديين في بير شتيرنز من عام 1993 إلى عام 2008.
- محلل أول لشؤون الضرائب والتجارة في لجنة الموازنة بمجلس الشيوخ الأمريكي.
- مدير موظفي اللجنة الاقتصادية المشتركة للكونجرس الأمريكي.
- مستشار الحملة الانتخابية للرئيس الأمريكي دونالد ترامب في 2016.
- ترشح في 2010 لشغل مقعد في مجلس الشيوخ عن الحزب الجمهوري في ولاية نيويورك، وحصل على المرتبة الثانية بنسبة 38%.[6]

## روابط خارجية
- ديفيد مالباس على موقع IMDb (الإنجليزية)
- ديفيد مالباس على موقع مونزينجر (الألمانية)